# 410-419
De jaren 410-419 (van de christelijke jaartelling) zijn een decennium in de 5e eeuw.

## Belangrijke gebeurtenissen

### West-Romeinse Rijk
- 410 : Alarik I, koning van de Visigoten, plundert Rome en schaakt de halfzus van keizer Honorius, Galla Placidia. Even later sterft koning Alarik.
- 411 : Constantius III verslaat tegenkeizer Constantijn III.
- 412 : Athaulf, de opvolger van Alarik, sluit een overeenkomst met de Romeinen.
- 412-413 : Oorlog van Heraclianus
- 413 : Athaulf verslaat en executeert tegenkeizer Iovinus.
- 414 : Athaulf huwt Galla Placidia. Kort nadien verzuren de relaties. Generaal Constantius trekt op tegen de Visigoten rond Narbonne. Nadat de Alanen naar de Romeinen zijn overgelopen, vluchten Athaulf en de Visigoten naar Spanje.
- 415 : Wallia, de opvolger van de vermoorde Athaulf, onderhandelt met de Romeinen en laat Galla Placidia terugkeren naar Rome.
- 416 : Gotische oorlog in Spanje (416-418) breekt uit. In naam van de Romeinen mag Wallia het Iberisch schiereiland heroveren. De Alanen en de Silingen leiden zware verliezen en gaan noodgedwongen op in de Asdingen. In twee jaar tijd worden de Silingen praktisch uitgeroeid, zodat ze ophouden te bestaan als zelfstandig volk. De overlevenden zullen zich bij Gunderik aansluiten.
- 417 : Generaal Constantius III huwt Galla Placidia en krijgt de titel van consul.
- 418 : Wallia krijgt de opdracht Spanje te verlaten en ontvangt als beloning een vestigingsgebied voor zijn volk in Gallia (Aquitania Secunda met stukken van Narbonensis en Novempopulana). Wallia verwierf tevens voor de Visigoten de federale status als foederati van het rijk, waarmee Wallia stichter werd van het Visigotische rijk rond Toulouse. Na het bereiken van het akkoord sterft Wallia.
- 419 : Er ontstaat een conflict tussen de Sueben en de Vandalen, de Sueben worden door Romeinse interventie van een nederlaag gered.

### Oost-Romeinse Rijk
- In het begin van de eeuw is Constantinopel zo sterk gegroeid, dat de grenzen die door Constantijn I de Grote zijn afgebakend, beginnen te knellen. Regent Anthemius van Byzantium begint met de bouw van een nieuwe muur, ongeveer 1500 meter ten westen van de oude stadsmuur. Deze muur van Theodosius strekt zich 6,5 kilometer uit tussen de zee van Marmara en de voorstad van Blachernae vlak bij de Gouden Hoorn. De muur wordt in 413 voltooid. Het grondoppervlak van de stad is dan bijna verdubbeld.
- 414 : Aelia Pulcheria wordt door de senaat benoemd tot Augusta.

### Europa
- 410 : Grote Volksverhuizing. Sueben trekken samen met de Alanen en de Vandalen (Asdingen en Silingen) de Pyreneeën over en veroveren grote delen van het Iberisch schiereiland.
- 411 : Hispania wordt door loting verdeeld en de Sueben vestigen hun koninkrijk in de Romeinse provincie Gallaecia. Hun hoofdstad is Bracara Augusta, de huidige Portugese stad Braga.
- 411 : Iovinus, afkomstig uit een nobele Zuid-Gallische familie, grijpt de macht in Mainz met steun van de Alanen onder koning Goar en de Bourgondiërs onder koning Gundahar (de Gunther uit het nibelungenlied). Ook heeft hij de steun van het grootste deel van de adel in Gallië.
- 410 : Keizer Honorius zendt een brief aan Britannia, waarin staat dat de provincie zelf voor haar bestuur en veiligheid moet zorg dragen, en dus de facto onafhankelijk wordt.
- Na de invallen van de Germaanse stammen wordt Worms na 413 het middelpunt van het rijk der Bourgondiërs.

### Godsdienst
- Tijdens een conferentie in Carthago op last van keizer Honorius in het jaar 410, waarop onder meer de Katholieke Kerkvader Augustinus van Hippo aanwezig is, wordt de strijdbijl grotendeels begraven. Rond het jaar 420 is het donatisme grotendeels verdwenen.
- 418 : Het Concilie van Carthago, waarop afspraken worden gemaakt over welke boeken wel en welke niet in de Bijbel thuishoren (de Bijbelse Canon).
- Als een reactie op de plundering van Rome door Alarik I in 410, begint Augustinus aan zijn werk De Civitate Dei in 412. In de eerste vijf boeken bestrijdt hij de beschuldiging van niet-christenen dat de val van Rome een godenstraf zou zijn voor het verlaten van de oude Romeinse godsdienst.

## Heersers

### Europa
- Bourgondiërs: Gundohar (407-436)
- Hunnen: Uldin (?-412), Charaton (ca. 413)
- West-Romeinse Rijk: Honorius (395-423)
  - tegenkeizer: Constantijn III (407-411), Constans II (409-411), Priscus Attalus (409-410, 414-415), Maximus (409-411), Jovinus (411-413), Sebastianus (412-413)
- Oost-Romeinse Rijk: Theodosius II (408-450)
- Sueven: Hermeric (409-438)
- Vandalen: Gunderik (406-428)
- Visigoten: Alarik I (395-410), Athaulf (410-415), Wallia (415-418), Theoderik I (418-451)

### Azië
- Armenië: Vramsjapuh (390-414)
- China
  - Oostelijke Jin: Jin Andi (396-418), Jin Gongdi (419-420)
  - Noordelijke Wei: Beiwei Mingyuandi (409-423)
- India (Gupta's): Chandragupta II (380-415), Kumaragupta I (415-455)
- Japan (traditionele data): Hanzei (406-410), Ingyo (411-453)
- Korea
  - Koguryo: Gwanggaeto (391-413), Jangsu (413-491)
  - Paekche: Jeonji (405-420)
  - Silla: Silseong (402-417), Nulji (417-458)
- Perzië (Sassaniden): Yazdagird I (399-420)

### Religie
- paus: Innocentius I (401-417), Zosimus (417-418), Bonifatius I (418-422)
  - tegenpaus: Eulalius (418-419)
- patriarch van Alexandrië: Theophilus (385-412), Cyrillus I (412-444)
- patriarch van Antiochië: Porfyrus (404-413/414), Alexander I (413/414-417), Theodotus (417-428)
- patriarch van Constantinopel: Atticus (406-425)

<< · 410 · 411 · 412 · 413 · 414 · 415 · 416 · 417 · 418 · 419 · >>
<< · 400-409 · 410-419 · 420-429 · 430-439 · 440-449 · 450-459 · 460-469 · 470-479 · 480-489 · 490-499 · >>